# Oriental Desert Express
 (février 2024).
La mise en forme du texte ne suit pas les recommandations de Wikipédia : il faut le « wikifier ».
Les points d'amélioration suivants sont les cas les plus fréquents. Le détail des points à revoir est peut-être précisé sur la page de discussion.
- Les titres sont pré-formatés par le logiciel. Ils ne sont ni en capitales, ni en gras.
- Le texte ne doit pas être écrit en capitales (les noms de famille non plus), ni en gras, ni en italique, ni en « petit »…
- Le gras n'est utilisé que pour surligner le titre de l'article dans l'introduction, une seule fois.
- L'italique est rarement utilisé : mots en langue étrangère, titres d'œuvres, noms de bateaux, etc.
- Les citations ne sont pas en italique mais en corps de texte normal. Elles sont entourées par des guillemets français : « et ».
- Les listes à puces sont à éviter, des paragraphes rédigés étant largement préférés. Les tableaux sont à réserver à la présentation de données structurées (résultats, etc.).
- Les appels de note de bas de page (petits chiffres en exposant, introduits par l'outil «  Source ») sont à placer entre la fin de phrase et le point final[comme ça].
- Les liens internes (vers d'autres articles de Wikipédia) sont à choisir avec parcimonie. Créez des liens vers des articles approfondissant le sujet. Les termes génériques sans rapport avec le sujet sont à éviter, ainsi que les répétitions de liens vers un même terme.
- Les liens externes sont à placer uniquement dans une section « Liens externes », à la fin de l'article. Ces liens sont à choisir avec parcimonie suivant les règles définies. Si un lien sert de source à l'article, son insertion dans le texte est à faire par les notes de bas de page.
- La présentation des références doit suivre les conventions bibliographiques. Il est recommandé d'utiliser les modèles {{Ouvrage}}, {{Chapitre}}, {{Article}}, {{Lien web}} et/ou {{Bibliographie}}. Le mode d'édition visuel peut mettre en forme automatiquement les références.
- Insérer une infobox (cadre d'informations à droite) n'est pas obligatoire pour parachever la mise en page.

Pour une aide détaillée, merci de consulter Aide:Wikification.
Si vous pensez que ces points ont été résolus, vous pouvez retirer ce bandeau et améliorer la mise en forme d'un autre article.
 (février 2024).
Le contenu est difficilement compréhensible vu les erreurs de traduction, qui sont peut-être dues à l'utilisation d'un logiciel de traduction automatique.
L'Oriental Desert Express est un train nommé, organisé sur fonds privés, qui circule sur une ligne à voie unique non électrifiée le long du désert entre Oujda et Bouarfa, au Maroc,.
Il longe une voie ferrée non électrifié peu fréquentée et a été présenté dans le film Spectre de 2015.

## Historique

### Histoire de la ligne
Les 305 kilomètres (189,51821356 mi) utilisée par l'Oriental Desert Express a été construite à l'origine dans les années 1920 à 1930 Par les colon Français dans le cadre du chemin de fer Méditerranée-Niger n'ayant pas vu le jour, la ligne prend fin dans la ville de Bouarfa.
La ligne est utilisée deux fois par semaine par des trains transportant du zinc, du plomb, du Manganèse et du cuivre provenant des mines locales,.

### Histoire du train
Edi Kunz, un citoyen suisse vivant au Maroc, a eu connaissance de la ligne et a travaillé avec les autorités marocaines pendant trois ans pour faire démarrer un train touristique le long de cette ligne, surmontant les questions du gouvernement marocain sur l'utilisation d'un Train de voyageurs historique "Le wagon du prince" et de l'ambassade de Suisse au Maroc sur la viabilité du train. Kunz a finalement engagé cinq millions d'euros dans le projet. Le premier voyage a été effectué en 2006  et le train circulait deux fois par an au cours d'années comme 2013  et 2017.
Des prises de vue extérieures de l'Oriental Desert Express ont été présentées lors de la projection du film de James Bond Spectre de 2015.

## Exploitation
En 2017, le temps de voyage total de l'Oriental Desert Express peut prendre entre huit et douze heures,,. L'express commence à Oujda tôt le matin avec une locomotive EMD GT26CW-2, connue localement sous le nom de DH-370, et une composition de voitures comprenant à la fois la climatisation et les fenêtres ouvertes.[1][2] En traversant les Hauts Plateaux de l'Atlas marocain, le train s'arrête à la petite ville de Tendrara. Alors que le train circule habituellement à une vitesse d'environ 50 kilomètres par heure, le temps de trajet entre Tendrara et Bouarfa peut varier considérablement en raison des arrêts non planifiés pour nettoyer le sable de la voie ferrée, pour lesquels le train transporte des Pelles, et de rencontrer des tribus nomades. [1] [2] [3] Ces parole ont été rapportées par le Neue Zürcher Zeitung:
"... encore une fois, le train s'arrête. Il y a des moutons dehors et des tentes. Nous sommes arrivés chez les nomades. Le chef de famille nous invite à prendre le thé dans sa tente. Les femmes nous regardent avec curiosité. Mais bientôt une conversation commence avec des mains et beaucoup de rires. La famille appartient à la tribu des Beni Guil arabophones, qui vivent en nomades depuis plus de mille ans." 